# Hệ thống phục vụ di động

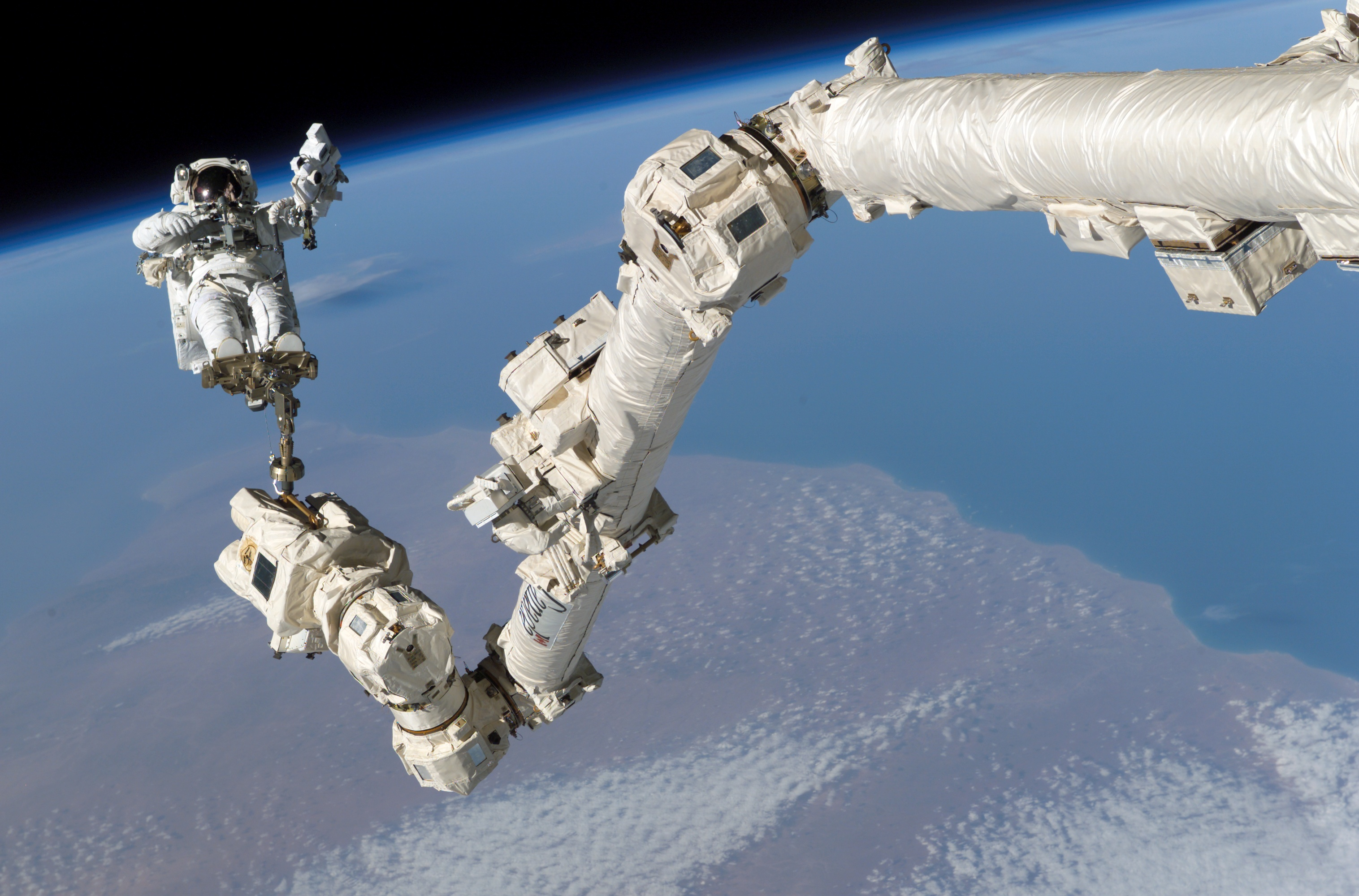
Canadarm2

Hệ thống phục vụ di động là một đóng góp của Canada vào trạm không gian quốc tế, đóng một vai trò then chốt trong việc lắp ghép và bảo trì trạm. Hệ thống có chức năng di chuyển thiết bị và tiếp tế trên trạm, hỗ trợ phi hành gia làm việc trong không gian và phục vụ các phần khác trạm. Các phi hành gia được huấn luyện trước khi sử dụng hệ thống cánh tay robot này. Hệ thống này thực sự quan trọng bởi phần lớn các thiết bị trên trạm đều thuộc dạng "Orbital Replacement Units" (ORU), nghĩa là có thể thay thế bởi một cái khác khi bị hư hoặc đã cũ. Hệ thống này giúp việc sửa chữa và bảo trì trạm có thể thực hiện ngay trên không gian chứ không cần phải mang thứ gì về trái đất. Hệ thống này được xây dựng với chi phí 896 triệu đôla Mỹ.
Đối với Canada, công nghệ người máy được xác định là công nghệ chiến lược. Nó là một bộ phận then chốt mang lại cho Canada một vai trò và vị thế quan trọng trong việc xây dựng trạm không gian quốc tế. Thông qua việc chọn một hệ thống robot làm đóng góp chính vào trạm không gian, Canada không những đã củng cố vị trí dẫn đầu của mình trong lĩnh vực người máy không gian mà còn khích lệ sự đổi mới và tinh xảo trong ngành công nghiệp công nghệ cao của mình. Hơn nữa, sự đóng góp này giúp các nhà khoa học Canada được tiếp cận với các tiện ích nghiên cứu trên trạm để thực hiện các thí nghiệm khoa học. Canada được phép sử dụng 2.3 % không gian dành cho thiết bị khoa học bên trong các phần không thuộc Nga của trạm, cũng như được quyền sử dụng một sàn bên ngoài dùng cho các thí nghiệm tiếp xúc trực tiếp với môi trường không gian. Canada cũng được gửi một phi hành gia lên trạm trong thời gian từ 3 tới 4 tháng cứ mỗi 3 năm. Và có lẽ quan trọng nhất là với việc trở thành một trong các bên tham gia dự án trạm không gian quốc tế, Canada trở thành một thành viên quan trọng trên vũ đài quốc tế, trong khi các nước đang nỗ lực làm việc với nhau trong một dự án hợp tác lớn nhất trong lịch sử nhân loại.

## Cơ cấu
Hệ thống này thực ra bao gồm cả các cơ sở trên mặt đất để trợ giúp các sứ mệnh cũng như huấn luyện phi hành gia. Hệ thống gồm 3 phần chính:

### Hệ thống chân đế di động
Các thông số:
Kích thước: 5.7 x 4.5 x 2.9 m
Khối lượng: 1500 kg
Tải trọng làm việc tối đa: 20.900 kg
Công suất đỉnh: 825 W
Công suất trung bình: 365 W
Trị giá: 254 triệu USD
Tuổi thọ: Không dưới 15 năm
Hệ thống chân đế di động (Mobile Base System – MBS) là một bệ công việc được đưa lên trạm trong STS-111 tháng 6 năm 2002. Được thiết kế và xây dựng bởi MD Robotics, nhà thầu chính của Canadarm2, và một đội các nhà thầu phụ Canada. Đây là một cấu trúc nhôm kiên cố. Hệ thống này được đặt trên một băng tải di động (Mobile Transporter) do Mỹ sản xuất. Băng tải này có thể chuyển động dọc theo hệ thống giàn. Hệ thống này tạo ra sự linh động cho cánh tay Canadarm2 khi nó chạy dọc theo hệ thống giàn kết hợp. Hệ thống này còn có thể vận chuyển các đồ vật trên trạm nhờ vào một vật cố định được gọi là Payload Orbital Replacement Unit Accommodation (POA). POA chủ yếu dùng để mang các phần cấu trúc và tải trọng lớn, như các giàn, dọc theo chiều dài của trạm không gian. Một vị trí gá lắp khác gọi là MBS Common Attach System được dùng để mang các palet chứa các vật nhỏ hơn như dụng cụ làm việc hay các mẫu thí nghiệm khoa học. Các phi hành gia cũng dùng hệ thống chân đế này làm bệ để thực hiện các chuyến đi bộ không gian cũng như chỗ chứa các dụng cụ và phương tiện di chuyển từ đầu này sang đầu kia của trạm. Hệ thống này cũng có thể làm một bệ để thực hiện việc sửa chữa và bảo trì Canadarm2. Trên hệ thống chân đế có 4 nút PDGF làm chỗ gắn lên của Canadarm2 và Dextre. Cũng như các thành phần khác của trạm ISS, hệ thống này cũng được cấu tạo từ các ORU mà có thể được thay thế khi hư hỏng bằng các chuyến đi bộ không gian hoặc Dextre.

### Canadarm2
Đây là một cánh tay robot có thể được sử dụng để cầm các vật nặng cũng như giúp di chuyển các phi hành gia trong các chuyến đi bộ không gian. Canadarm2 có tên gọi kỹ thuật là hệ thống tay máy điều khiển từ xa (Remote Manipulator System – RMS). Canadarm2 được phóng lên trên chuyến bay STS-100 tháng 4 năm 2001. Canadarm2 là phiên bản kế tiếp của cánh tay robot tự động Canadarm trên các tàu con thoi. So với ngưới anh em của mình, Canadarm2 tỏ ra uyển chuyển hơn do các khớp của nó tạo ra tới 7 bậc tự do so với 6 bậc của Canadarm. Nhờ vậy, Canadarm2 có thể thực hiện được các động tác rất phức tạp, và với việc nó có thể xoay hoàn toàn tất cả các khớp của mình, nó còn linh động hơn cả cánh tay của con người. Điều này rất quan trọng vì trạm không gian là môi trường làm việc lớn và phức tạp hơn khoang chở hàng của một tàu con thoi. Canadarm2 thường được đặt trên hệ thống chân đế di động để di chuyển dọc theo hệ thống đường ray tới các vị trí làm việc.
Lịch sử:Tháng 5 năm 1999, Canadarm 2 được chuyển tới trung tâm không gian Kennedy để bắt đầu một quy trình chuẩn bị phức tạp trước khi phóng. Tháng 8 năm 2000, nó được gập lại theo hình dạng cuối cùng để phóng và được cho vào trong một palet chữ U có độ lớn vừa khít bề ngang khoang chở hàng của tàu con thoi. Việc đặt nó vào bên trong khoang hàng của tàu con thoi như thế nào cũng là một thách thức vì khi phóng lên cánh tay robot này phải chịu một tải trọng rất lớn dưới tác dụng của gia tốc. Các kỹ sư đã phải tìm cách để giảm bớt tải tác dụng lên cánh tay.
Cơ chế hoạt động:
Nhờ vào một đầu tiếp xúc được gọi là Latching End Effector (LEE) trên cả hai bàn tay giống y hệt nhau của cánh tay tự động này, một trong 2 bàn tay trên sẽ gắn vào một thiết bị cung cấp nguồn sống cho nó trong môi trường không gian: điện năng và sự liên hệ đến trung tâm điều khiển robot bên trong trạm. Thiết bị này tạm gọi là nút giữ cung cấp năng lượng và dữ liệu (Power Data Grapple Fixture – PDGF). Khi cần di chuyển tới các vị trí khác nhau trên trạm, đầu bàn tay tự do của nó sẽ đưa đến và được chốt vào một PDGF trong nhiều cái tương tự có mặt trên khắp trạm, khi đó đầu kia có thể được nhả ra. Nhờ vào cơ cấu độc đáo này, Canadarm2 có thể di chuyển hầu khắp trạm giống như một con sâu đo.
Bên lề:Phi hành gia Canada Chris Hadfield đóng vai trò chính trong việc cài đặt Canadarm2 lên trạm, qua đó trở thành người Canada đầu tiên đi bộ trong không gian.
|                                                  | Canadarm | Canadarm2 |
| ------------------------------------------------ | --- | --- |
|                                                  | Trở về trái đất sau mỗi sứ mệnh tàu con thoi | Vĩnh viễn trong không gian |
| Tầm hoạt động                                    | Giới hạn bởi chiều dài cánh tay | Di chuyển giống sâu đo tới các vị trí trên trạm ISS, chỉ bị giới hạn bởi số lượng PDGF trên trạm. Cũng có thể di chuyển dọc theo chiều dài của trạm trên hệ thống chân đế di động |
| Đầu cố định                                      | Được cố định một đầu vào tàu con thoi | Không có đầu cố định. Cà hai đầu đều được trang bị các LEE giúp cung cấp năng lượng, dữ liệu và tín hiệu video cho cánh tay                                                       |
| Bậc tự do                                        | 6 bậc tự do Tương tự như cánh tay người: vai (2 khớp), cùi chỏ (1 khớp) và cổ tay (3 khớp)\|\|7 bậc tự do Hơn cả cánh tay người: vai (3 khớp), cùi chỏ (1 khớp) và cổ tay (3 khớp). Ngoài ra Canadarm2 còn có thể thay đổi hình dạng mà không cần di chuyển bàn tay của mình | |
| Góc xoay của khớp                                | Giới hạn góc quay của cùi chỏ (tới 160°) | Các khớp có thể xoay trọn vẹn. Riêng khớp 7 xoay được 540°. Tầm hoạt động lớn hơn của bàn tay người                                                                               |
| Cảm giác                                         | Không có khả năng cảm nhận được sự tiếp xúc | Các cảm biến moment lực giúp cảm nhận sự tiếp xúc. Khả năng nhìn tự động giúp túm được những vật trôi lơ lửng Tự động tránh va chạm                                               |
| Chiều dài                                        | 15 m | 17.6 m |
| Khối lượng                                       | 410 kg | 1800 kg |
| Đường kính (đường kính ngoài của trục composite) | 33 cm | 36 cm |
| Tải trọng làm việc tối đa                        | 29.937 kg | 116.000 kg |
| Tốc độ làm việc                                  | Không tải: 60 cm/s Có tải: 6 cm/s\|\|Không tải: 37 cm/s Có tải: Khi lắp ghép trạm: 2 cm/s, hỗ trợ các chuyến đi bộ không gian: 15 cm/s, khi chịu tải 100 tấn trở lên: 1.2 cm/s Khoảng cách tối thiểu trước khi dừng với tải lớn nhất: 0.6 m                                  | |
| Cấu tạo                                          | 16 lớp epoxy sợi cacbon có module đàn hồi cao | 19 lớp nhựa dẻo nóng sợi cacbon độ bền cao |
| Sửa chữa                                         | Dưới mặt đất | Được thiết kế để có thể sửa chữa ngay trên không gian bằng các ORU thay thế. Các phụ tùng được sản xuất dư ra                                                                     |
| Điều khiển                                       | Tự động hay điều khiển bởi phi hành gia | Tự động hay điều khiển bởi phi hành gia |
| Camera                                           | 2 cái (1 trên cùi chỏ và 1 ở cổ tay) | 4 camera màu (1 cái trên mỗi bên của cùi chỏ, hai cái còn lại trên mỗi LEE) |

### Dextre
Một vài thông số:
Chiều cao: 3.67 m
Chiều rộng (phần vai): 2.37 m
Độ dài mỗi cánh tay: 3.35 m
Khối lượng: 1.560 kg
Khả năng chịu tải: 600 kg
Độ chính xác vị trí: 2 mm
Độ chính xác vị trí (tương đối so với mục tiêu): 6 mm
Độ chính xác lực: 2.2 N
Công suất trung bình: 1.400 W
Tên kỹ thuật của bộ phận này là tay máy tinh xảo phục vụ mục đích đặc biệt (Special Purpose Dexterous Manipulator). Đây là một con robot nhỏ có 2 cánh tay được sử dụng để thực hiện các công việc tinh vi mà trước đó được thực hiện bởi các nhà du hành trong các chuyến đi bộ không gian. Nó có thể được gắn vào đầu mút của Canadarm2 hoặc gắn trực tiếp vào hệ thống chân đế di động để hoạt động. Dextre được mang lên trạm trên tàu con thoi Endeavour trong sứ mệnh STS-123 tháng 3 năm 2008. Dextre tạo ra nền tảng cho việc bảo trì vệ tinh cũng như thám hiểm không gian trong tương lai. Trong khi một cánh tay được neo lại và giữ ổn định cho hệ thống, cánh tay còn lại có thể thực hiện các thao tác làm việc. Dextre có thể thực hiện các nhiệm vụ như: Lắp đặt hoặc tháo dỡ các thiết bị kích cỡ nhỏ như ăcquy, máy tính...; cung cấp năng lượng cho các dụng cụ; lắp đặt, thao tác hay tháo dỡ các dụng cụ khoa học. Các nhiệm vụ này đòi hỏi độ chính xác cao và sự tiếp xúc nhẹ nhàng. Điều này đạt được nhờ vào những công nghệ độc đáo được sử dụng cho Dextre: Cảm biến chính xác lực và moment giúp tự động bù trừ chính xác, đảm bảo mục tiêu trượt êm vào tay nắm. Các camera trên robot giúp người điều khiển có thể quan sát rõ sự hoạt động của cánh tay. Chỉ có một cánh tay của Dextre hoạt động trong một thời điểm nhất định. Điều này giúp duy trì sự ổn định, điều hòa với các chuyển động của Canadarm và Canadarm2 và giảm tối đa nguy cơ tự va chạm.

## Trung tâm mặt đất
Cơ quan không gian Canada cũng có một trung tâm chỉ huy tại Saint-Hubert, Quebec có nhiệm vụ giám sát hoạt động của hệ thống này. Các cánh tay robot được điều khiển bởi các phi hành gia trên trạm, tuy nhiên họ cũng luôn được liên lạc với trung tâm. Các chuyên gia của trung tâm sẽ theo dõi, phân tích hoạt động của hệ thống này và sẵn sàng để giúp đỡ xử lý các vấn đề xảy ra nếu các phi hành gia không thể giải quyết được. Trung tâm này được liên lạc trực tiếp với bộ phận điều hành sứ mệnh của NASA tại trung tâm không gian Johnson, Houston. Ngoài ra CSA cũng có một trung tâm để huấn luyện các phi hành gia sử dụng cánh tay robot (Mission Operations and Training Simulator) trước khi họ lên trạm.